# Breaking Glass (David Bowie)
Breaking Glass is een nummer van de Britse muzikant David Bowie en geschreven door Bowie en twee leden van zijn band, bassist George Murray en drummer Dennis Davis. Het werd oorspronkelijk uitgebracht als de tweede track op zijn album Low uit 1977 en een liveversie uit de Isolar II – The 1978 World Tour werd in 1978 uitgebracht als single ter promotie van zijn livealbum Stage. Deze single bereikte de 54e plaats in het Verenigd Koninkrijk.
In de Verenigde Staten werd het nummer "Star" gekozen als single om het album te promoten (met "What in the World" en "Breaking Glass" als B-kanten), maar kwam niet in de hitlijsten terecht. In Japan werd het nummer "Blackout" gebruikt ter promotie van Stage.

## Achtergrond
De studioversie van "Breaking Glass" was compromisloos, zelfs bij de standaarden van het album Low. Het nummer gaat, net zoals veel van Bowie's nummers uit zijn zogeheten Berlijnse periode, over zijn donkere periode in de Verenigde Staten in 1975 en 1976, waarin hij veel drugs gebruikte. Wanneer de tekst van het nummer wordt uitgeschreven heeft het meer het gevoel van een paragraaf van een lied, en wanneer de zinnen apart worden genomen, heeft het een onsamenhangend gevoel. Ook is het nummer met 1 minuut en 52 seconden erg kort en heeft het maar één couplet.
De regel "Don't look at the carpet, I drew something awful on it" refereert aan Bowie's poging om de kabbalistische levensboom op de vloer te tekenen, aangezien hij destijds was geïnteresseerd in Aleister Crowley en kabbala.
"Breaking Glass" werd na Stage gespeeld op verschillende tournees van Bowie, te weten de Serious Moonlight Tour, de Outside Tour, de Outside Summer Festivals Tour, de Heathen Tour en de A Reality Tour.

## Tracklist
1. "Breaking Glass" (Bowie/George Murray/Dennis Davis) - 3:28
2. "Art Decade" (Bowie) - 3:10
3. "Ziggy Stardust" (Bowie) - 3:32

## Muzikanten
Albumversie
- David Bowie: zang
- Carlos Alomar: leadgitaar
- Ricky Gardiner: slaggitaar
- George Murray: basgitaar
- Dennis Davis: drums
- Brian Eno: Minimoog

Liveversie
- David Bowie: zang, keyboards
- Carlos Alomar: slaggitaar, achtergrondzang
- George Murray: basgitaar, achtergrondzang
- Dennis Davis: drums, percussie
- Adrian Belew: leadgitaar, achtergrondzang
- Simon House: viool
- Sean Mayes: piano, snaarensemble, achtergrondzang
- Roger Powell: synthesizer, keyboards, achtergrondzang